# Trangölamyrens naturreservat
Trangölamyrens naturreservat är ett naturreservat i Ydre kommun i Östergötlands län.
Området är naturskyddat sedan 2020 och är 76 hektar stort. Reservatet ligger nordost om Eksjö och består av en myr med en bäck. 